# Nepalesische Badmintonmeisterschaft 1952
Die Nepalesische Badmintonmeisterschaft 1952 fand in Kathmandu statt. Es war die erste Auflage der nationalen Titelkämpfe von Nepal im Badminton.

## Titelträger
| Disziplin    | Sieger                     |
| ------------ | -------------------------- |
| Herreneinzel | N. B. Basnyat              |
| Dameneinzel  | nicht ausgetragen          |
| Herrendoppel | N. B. Basnyat M. R. Subedi |
| Damendoppel  | nicht ausgetragen          |
| Mixed        | N. B. Basnyat Nebedita     |